# 6e Panzerdivision
La 6e Panzerdivision était une division blindée de la Wehrmacht durant la Seconde Guerre mondiale.
Son origine remonte à la 1re brigade légère (allemand : 1. leichte Brigade) créée en octobre 1937 : celle-ci sert de base à la mise sur pied de la 1re division légère (allemand : 1. leichte Division) en novembre 1938. Après avoir participé à l'invasion de la Pologne, elle est transformée en division blindée et est rebaptisée « 6. Panzer-Division » en octobre 1939.
Elle prend ensuite part à la campagne de l'Ouest de 1940 puis à l'invasion de l'Union soviétique à compter de juin 1941 avant de revenir en France à l'été-automne 1942 pour se reconstituer. Elle retourne ensuite sur le front de l'Est jusqu'à la fin de la guerre.

## Emblèmes divisionnaires

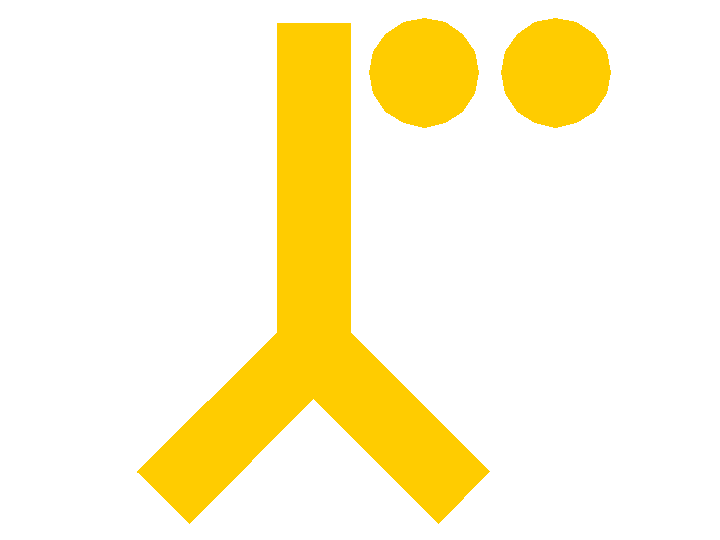
Emblème de la division en 1940
Emblème de la division en 1941
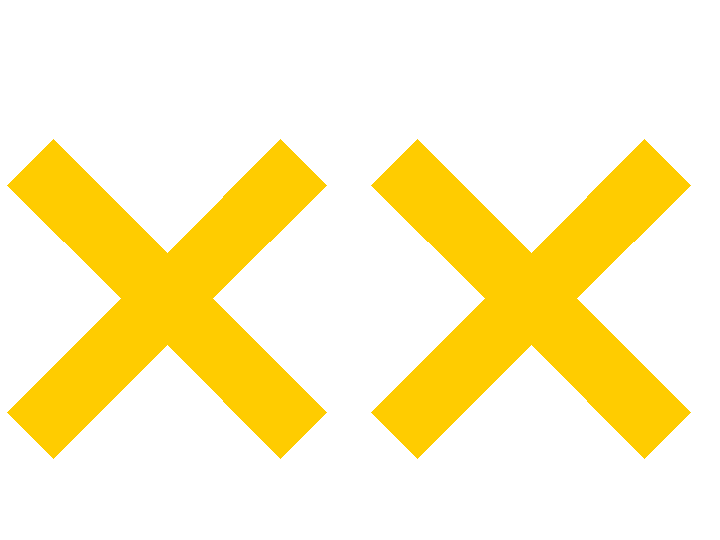
Emblème de la division de 1941 à 1945
Variante 1943
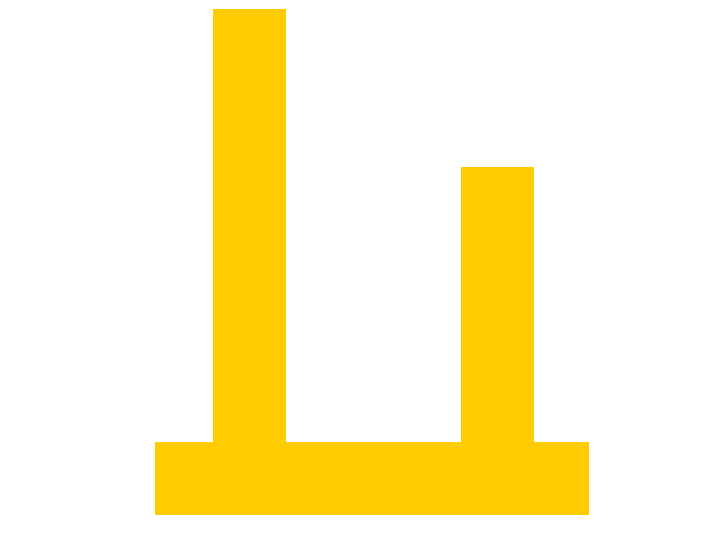
Emblème utilisé lors de la bataille de Koursk
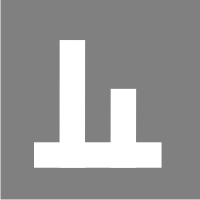
Emblème utilisé lors de l'opération Zitadelle
Variante

## Historique

### Création
La 1re brigade légère (1. leichte Brigade) est créée le 12 octobre 1937 sur le modèle des 1re et 2e divisions légères mécaniques françaises, motorisée elle doit reprendre les missions traditionnelles de la cavalerie, en contrepartie de la création des Panzer-Divisionen en 1935. Les exercices en formation montrent rapidement les défauts conceptuels et la brigade est transformée au cours de l'année suivante en division légère, cantonnée à Wuppertal (inclus dans le Wehrkreis VI) elle est rebaptisée 1re division légère (1. leichte Division) le 10 novembre 1938.
En raison des lacunes que l'invasion de la Pologne a révélées dans l'organisation des leichte divisionen, qui faisaient alors partie de la cavalerie, elle a été réorganisée comme la 6. Panzer-Division le 18 octobre 1939 à Wuppertal.

### Campagne de l'Ouest
Dans le plan d'offensive à l'Ouest, la division est rattachée au XLIe corps d'armée (motorisé) (sous l'autorité de la Panzergruppe Kleist). L'objectif de ce corps est de franchir la Meuse au niveau de Monthermé. En raison du front étroit (frontières luxembourgeoises et belges) sur lequel la Panzergruppe doit initialement progresser, le corps est placé en deuxième échelon, 180 km derrière le premier, et s'alignera sur le front pour se diriger vers Monthermé seulement au cours de la progression dans l'Ardenne. La 6e division blindée est déployée dans la région de Betzdorf, à l'est du Rhin de Coblence.
|                    | Panzer II | Pz.Befehlswagen 35(t) | Panzer 35(t) | Panzer IV | Total |
| 6. Panzer-Division | 60        | 14                    | 118          | 31        | 221   |

Peu de temps après, en mai 1940, elle participe à la bataille de France pendant laquelle elle détruit la 2e division cuirassée (DCR) française. Puis, pendant l'été, elle est transférée en Prusse orientale.

### Front de l'Est
À la veille de l'opération Barbarossa, la 6. Panzerdivision avait une force totale de 245 blindés :
- 47 Panzerkampfwagen II,
- 155 Panzerkampfwagen 35(t)
- 30 Panzerkampfwagen IV,
- 5 Panzer 35(t) Bef (chars de commandement)
- 8 PzBef (chars de commandement)

En juin 1941, elle prend part à l'opération Barbarossa, au début au sein du groupe d'armées Nord dans laquelle elle participe au siège de Léningrad, puis dans le groupe d'armées Centre en octobre 1941, où elle combat dans la bataille de Moscou. Elle subit de très lourdes pertes pendant la contre-offensive russe de l'hiver 1941-1942 et échappe de peu à la destruction, ne totalisant plus que 1000 hommes en comptant l'état-major, les unités combattantes et le ravitaillement.
Très affaiblie, la division est rapatriée en France près de Coëtquidan puis près de Paris en mai 1942 afin qu'elle se reconstitue. Elle regagne le front russe à la fin de l'année et au sein du groupe d'armées Don et sert de fer de lance à l'opération Wintergewitter, la tentative manquée de secourir la 6e armée encerclée dans Stalingrad à la suite de l'opération Uranus. Par la suite, la division se retrouve dans les batailles de Kharkov et de Koursk pendant l'été 1943.
Pendant sa retraite à la suite de l'offensive russe du début d'année 1944, elle poursuit ses combats défensifs à travers l'Ukraine, à Kamenentz puis à Tarnopol. Retirée du front pendant deux mois pour se reconstituer, la 6e Panzerdivision rejoint le groupe d'armées Centre au moment de l'encerclement des 4e et 9e armées.
Au début de 1945, elle est envoyée en Hongrie dans les tentatives visant à soulager la défense de Budapest, avant de se replier vers l'Autriche pour finir par se rendre aux forces russes dans la région de Brno en Moravie en avril 1945.

## Crimes
Dans la nuit du 15 au 16 juin 1940, lors de la deuxième phase de la campagne de France, des soldats allemands, appartenant probablement à la 6e Panzerdivision, massacrèrent, dans la forêt de Brillon, une cinquantaine de tirailleurs sénégalais prisonniers, dont de nombreux blessés, appartenant au 12e régiment de tirailleurs sénégalais.

## Commandants
| Début               | Fin                | Grade           | Commandant                     |
| ------------------- | ------------------ | --------------- | ------------------------------ |
| 1. Leichte-Division |                    |                 |                                |
| 10 novembre 1938    | 24 novembre 1938   | Generalleutnant | Erich Hoepner                  |
| 24 novembre 1938    | 10 octobre 1939    | Generalleutnant | Friedrich-Wilhelm von Löper    |
| 10 octobre 1939     | 18 octobre 1939    | Generalmajor    | Werner Kempf                   |
| 6. Panzer-Division  |                    |                 |                                |
| 18 octobre 1939     | 5 janvier 1941     | Generalmajor    | Werner Kempf                   |
| 6 janvier 1941      | 1er septembre 1941 | Generalmajor    | Franz Landgraf                 |
| 1er septembre 1941  | 15 septembre 1941  | Oberst          | Erhard Raus                    |
| 16 septembre 1941   | 25 novembre 1941   | Generalmajor    | Franz Landgraf                 |
| 26 novembre 1941    | 6 février 1943     | Generalmajor    | Erhard Raus                    |
| 7 février 1943      | 13 juillet 1943    | Oberst          | Walther von Hünersdorff        |
| 25 juillet 1943     | 21 août 1943       | Oberst          | Wilhelm Crisolli               |
| 22 août 1943        | 1er novembre 1943  | Oberst          | Rudolf Freiherr von Waldenfels |
| 1er novembre 1943   | 7 février 1944     | Generalmajor    | Rudolf Freiherr von Waldenfels |
| 8 février 1944      | 20 février 1944    | Oberst          | Werner Marcks                  |
| 21 février 1944     | 12 mars 1944       | Generalmajor    | Rudolf Freiherr von Waldenfels |
| 13 mars 1944        | 24 mars 1944       | Oberst          | Walter Denkert                 |
| 25 mars 1944        | 22 novembre 1944   | Generalmajor    | Rudolf Freiherr von Waldenfels |
| 23 novembre 1944    | 19 janvier 1945    | Oberst          | Friedrich-Wilhelm Jürgens      |
| 20 janvier 1945     | 8 mai 1945         | Generalleutnant | Rudolf Freiheer von Waldenfels |

## Officiers d'opérations (Ia)

### 1. leichte Division
| Date                              | Grade          | Commandant     |
| --------------------------------- | -------------- | -------------- |
| 10 novembre 1938 -18 octobre 1939 | Oberstleutnant | Volkmar Schöne |

## Ordre de batailles

### 1. leichte Division
- Kavallerie-Schützen-Regiment 4
- Panzer-Regiment 11
- Kradschützen-Abteilung 6
- Panzer-Abteilung 65
- Artillerie-Regiment 76
- Aufklärungs-Abteilung 6
- Panzer-Abwehr-Abteilung 41
- Nachrichten-Abteilung 82
- Pionier-Bataillon 57
- Infanterie-Divisions-Nachschubführer 57

### Composition en octobre 1939
- Schützen-Brigade 6
  - Schützen-Regiment 4
    - I./Schützen-Abteilung 4
    - II./Schützen-Abteilung 4
    - III./Schützen-Abteilung 4

  - Kradschützen-Bataillon 6
- Panzer-Regiment 11
- Panzer-Regiment 65
- Panzerjäger-Abteilung 41
- Pionier-Abteilung 57
- Artillerie-Regiment 76
  - I./Artillerie-Abteilung 76
  - II./Artillerie-Abteilung 76
- Naschrichten-Abteilung 82
- Versorgungsdienste 57

### Composition en janvier 1940
- Schützen-Brigade 6
  - Schützen-Regiment 4
  - Schützen-Regiment 114
- Panzer-Regiment 11
- Panzer-Regiment 65
- Kradschützen-Bataillon 6
- Panzerjäger-Abteilung 41
- Pionier-Abteilung 57
- Artillerie-Regiment 76
  - I./Artillerie-Abteilung 76
  - II./Artillerie-Abteilung 76
- Naschrichten-Abteilung 82
- Versorgungsdienste 57

### Composition en mars 1943
- Panzergrenadier-Regiment 4
- Panzergrenadier-Regiment 114
- Panzer-Regiment 11
- Panzer-Aufklärungs-Abteilung 6
- Panzerjäger-Abteilung 41
- Panzer-Pionier-Abteilung 57
- Panzer-Artillerie-Regiment 76
  - I./Artillerie-Abteilung 76
  - II./Artillerie-Abteilung 76
- Panzer-Nachrichten-Abteilung 82
- Feldersatz-Abteilung 76
- Versorgungsdienste 57

## Théâtres d'opérations
- Septembre 1939 (en tant que 1re division légère) 
  - Campagne de Pologne
- Mai 1940
  - Bataille de France
- 1941  
  - Opération Barbarossa
  - Bataille de Moscou
  - Siège de Léningrad
- 1942-1943
  - Front d'Est
  - Bataille de Stalingrad
  - Seconde bataille de Kharkov
  - Troisième bataille de Kharkov
  - Bataille de Koursk,
- 1944
  - Ukraine
- 1945
  - Bataille de Budapest

## Récompenses
- 45 membres de la 6e Panzerdivision sont faits Chevalier de la Croix de fer.
- 4 membres reçoivent la croix de fer avec feuilles de chêne.
- 1 membre reçoit la croix de chevalier de la croix de fer avec feuilles de chêne et glaives, en l'occurrence l'Oberstleutnant Franz Bäke, commandant de la Panzer-Regiment 11 le 21 février 1944 (n°19).